# 欧伊根·埃利希
欧伊根·埃利希（Eugen Ehrlich，1862年9月14日—1922年5月2日），是一名奥地利法学家，也是公认的社会法学派创始人之一。
他出生于法律世家，并在维也纳大学学习法律。1899年起，他在切尔诺夫策大学任罗马法教授。主要著作有《法的自由发现和自由法学》、《法律社会学的基本原理》、《法学逻辑》等，他的学说主张法律的核心应当立足于社会本身。